# Asilo de ancianos de Sueca

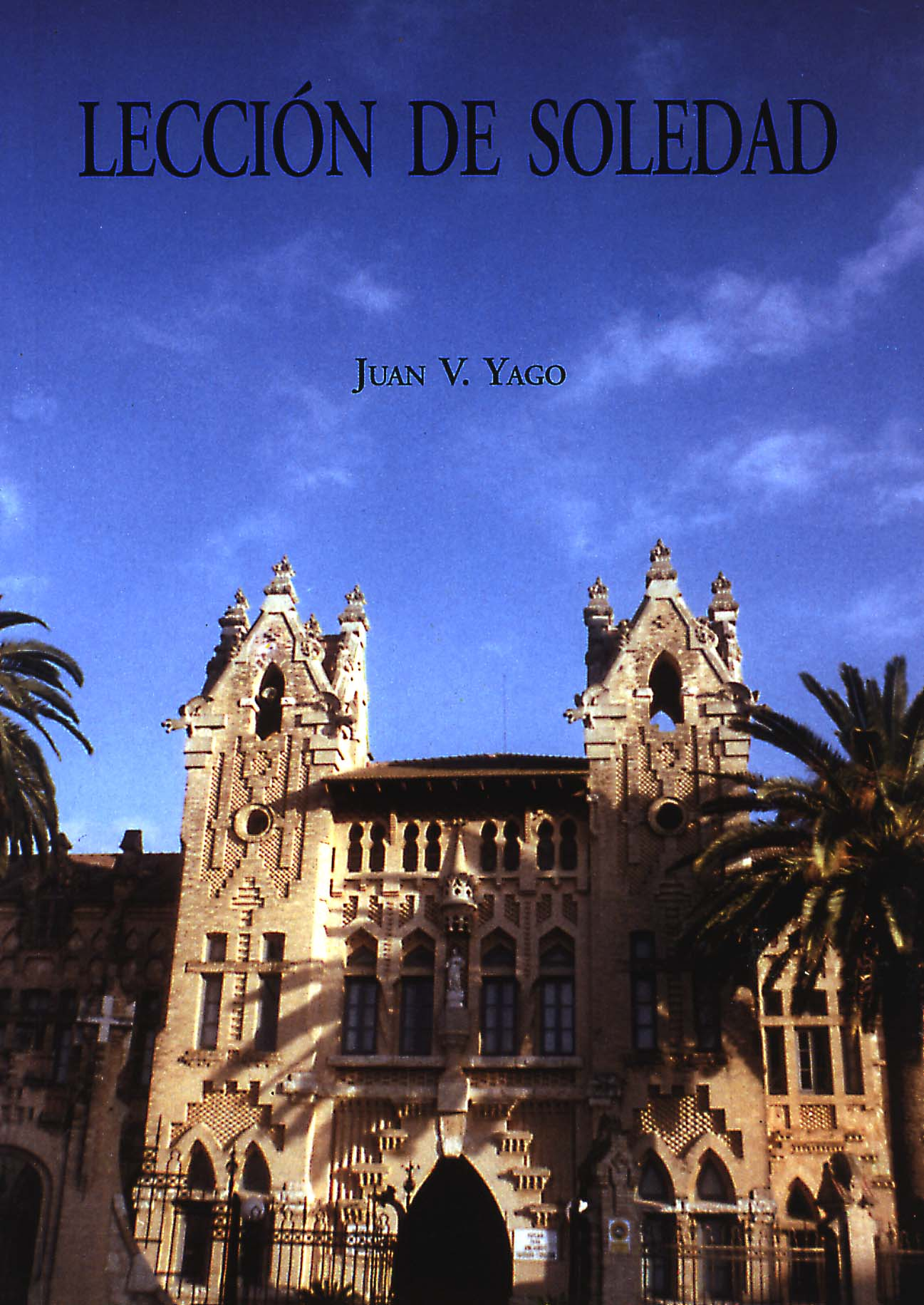
Portada del libro Lección de soledad, de Juan Vicente Yago

El asilo de ancianos de Sueca (Valencia, España) situado en la avenida del Mar número 2, es un conjunto residencial de estilo neomudéjar y modernista valenciano construido en el año 1919 según el proyecto del arquitecto suecano Buenaventura Ferrando Castells.
Se trata de un conjunto de edificios, levantados por decisión de los albaceas testamentarios de Antonio Baldoví Beltrán y Teresa Cardona Burguera, construidos desde 1911 hasta 1919. Están situados a las afueras de Sueca, separados del núcleo central por la vía férrea de Silla a Cullera, que constituye su límite sur. En el momento de la construcción, el edificio aparece aislado al exterior de la localidad junto al pequeño arrabal de La Canal, descontextualizado de la expansión de la ciudad, limitada al norte por la línea de ferrocarril.

## Denominación
El edificio se conoce como Asilo de la Familia Baldoví y Cardona, como Asilo de los Ancianos Desamparados y, de forma popular, como Asil dels Agüelets o dels Abuelets. En el Plan General de Ordenación Urbana de Sueca figura oficialmente como Panteón-Asilo de la Familia Baldoví-Cardona.

## Historia
Las Hermanitas de los Ancianos Desamparados regentan desde 1888 un asilo en la ciudad de Sueca. El edificio actual se edificó a principios del siglo XX, iniciándose las obras en 1911 y acabando en 1919.
La edificación se financió con la herencia del matrimonio Antonio Baldoví Beltrán y Teresa Cardona Burguera. Según sus instrucciones, el edificio debía contener además su panteón -de ahí su denominación oficial- el cual se situó inicialmente en la nave de la iglesia. Durante la segunda mitad del siglo XX se optó por trasladar el monumento funerario a uno de los patios del lado norte, ya que se interponía en la celebración de la eucaristía.

## Descripción
Los edificios tienen una gran presencia y singularidad, tanto por el tamaño de las construcciones, por su situación exenta de la trama urbana y, sobre todo, por el lenguaje empleado en su formalización. En una parcela trapezoidal, delimitada por una valla perimetral, se emplaza una agrupación de bloques longitudinales que describen una compleja agregación en planta. Se trata una disposición paralela a las vías del tren, de cinco pabellones principales de planta rectangular, con cubierta a cuatro aguas que se conectan entre sí mediante brazos con disposición transversal, de modo que ninguno de los bloques queda exento, originando una complicada disposición espacial de los espacios no edificados, que se destinan a los jardines. El programa muestra las dependencias propias de los requerimientos de una residencia de ancianos y, como es tradicional en este tipo de edificios benéficos, gravita en torno a la capilla. 
Se trata un conjunto que cabría encuadrarlo en el neomudéjar modernista valenciano, del que es posible detectar su conexión con la arquitectura regional que se desarrolla en Cataluña, con la influencia de Lluís Domènech i Montaner. La resolución del edificio en estos términos y la coherencia compositiva de los materiales utilizados, junto con la monumentalidad de los edificios principales reflejada sobre todo en la capilla, dan al conjunto un gran interés.
En la solución compositiva se logra un notable contraste de materiales y formas, basado sobre todo en el sabio tratamiento del aparejo de ladrillo, por parte del autor. Los edificios principales, y particularmente la capilla, están resueltos con mayor profusión de formas ornamentales, que los enfatizan del resto de construcciones. Los detalles, y principalmente, el amplio repertorio en la solución de los huecos, cuyo diseño responde a la jerarquía de composición de plantas y a la importancia del edificio en el conjunto, ofrecen una gran diversidad de soluciones: arcos agudos a 45°, arcos con columnas helicoidales, arcos de herradura, arcos adintelados y óculos en los torreones.
Esta libertad formal se pone de manifiesto asimismo en la verja exterior del linde principal, que conjuga ladrillo y piedra, materializadas con fantasiosas formas, de las que también participa el tratamiento de la forja.
El edificio está regentado por las Hermanitas de los Ancianos Desamparados, que realizan una impagable labor humanitaria en Sueca desde hace más de un siglo. El Ayuntamiento de Sueca publicó, en el año 2000, el libro Lección de soledad. Reflexiones en torno a los ancianos asilados, de Juan Vicente Yago, que constituye un reflejo literario de la imprescindible y valiosísima labor que realiza en la ciudad esta orden religiosa.
La emisora local Sueca TV ha dedicado al Asilo de Sueca un reportaje de la serie Espais amb història, emitido el 2·XI·2009, en el que se repasa la historia del edificio, su arquitectura, su actividad cotidiana y las vivencias que tienen lugar entre sus paredes.

## Galería

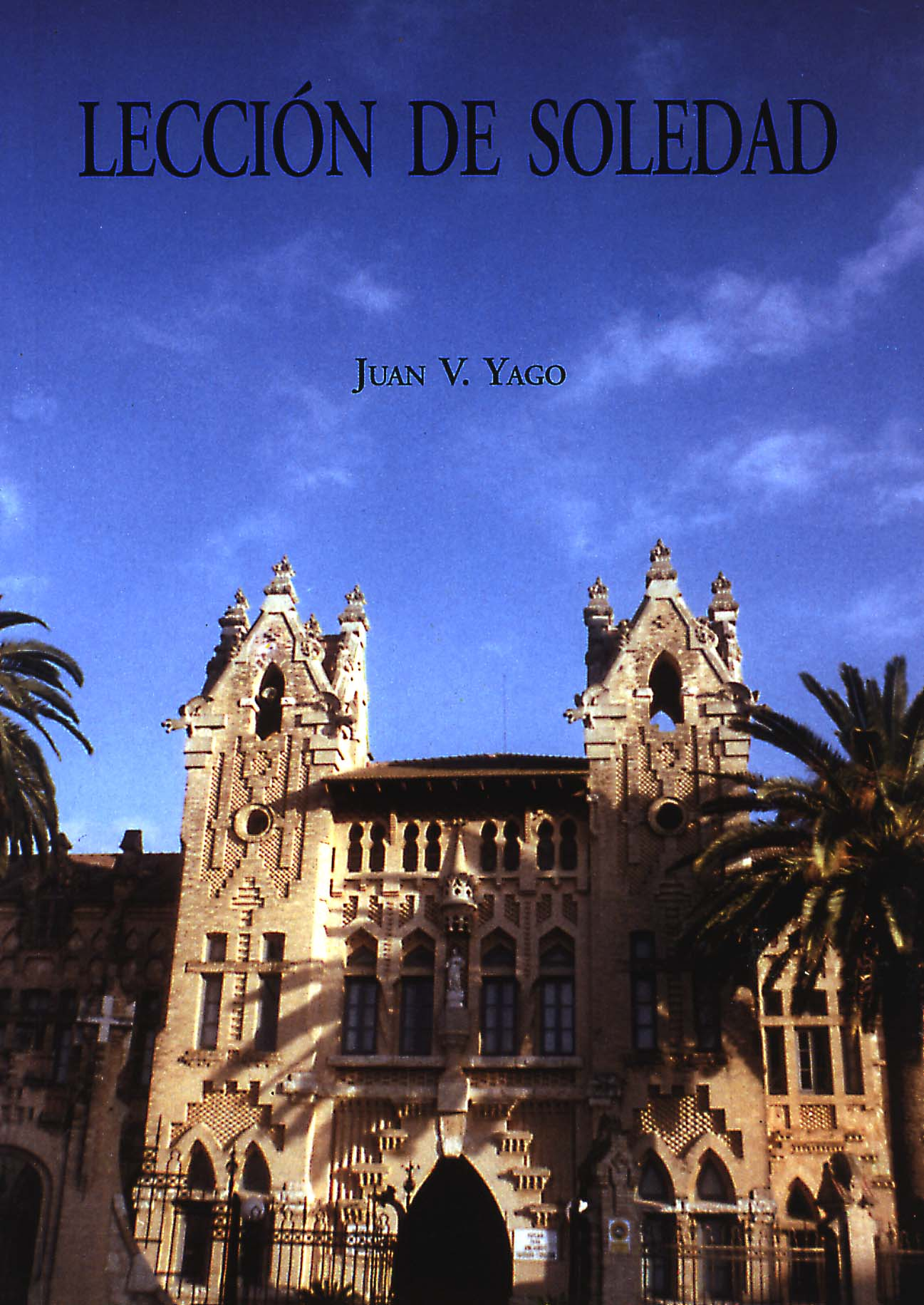
Portada del libro Lección de soledad, de Juan Vicente Yago

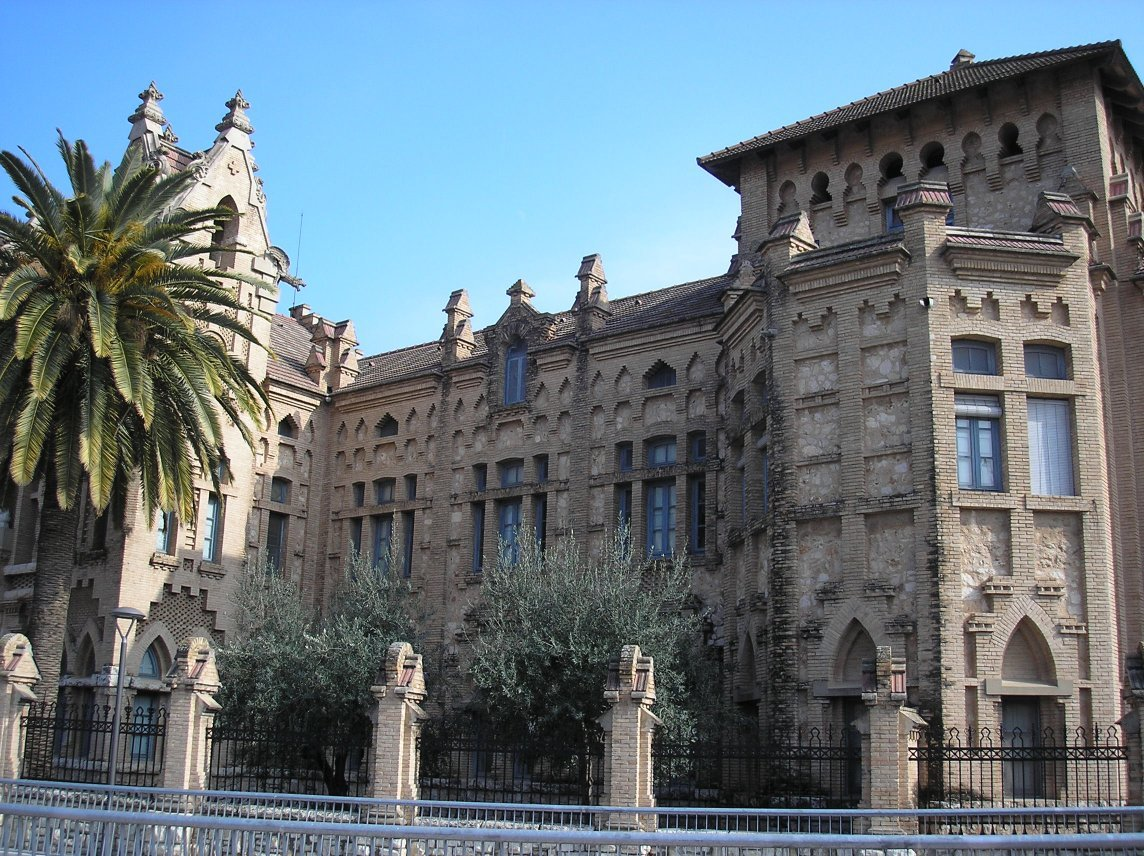
Fachada principal, orientada al oeste.
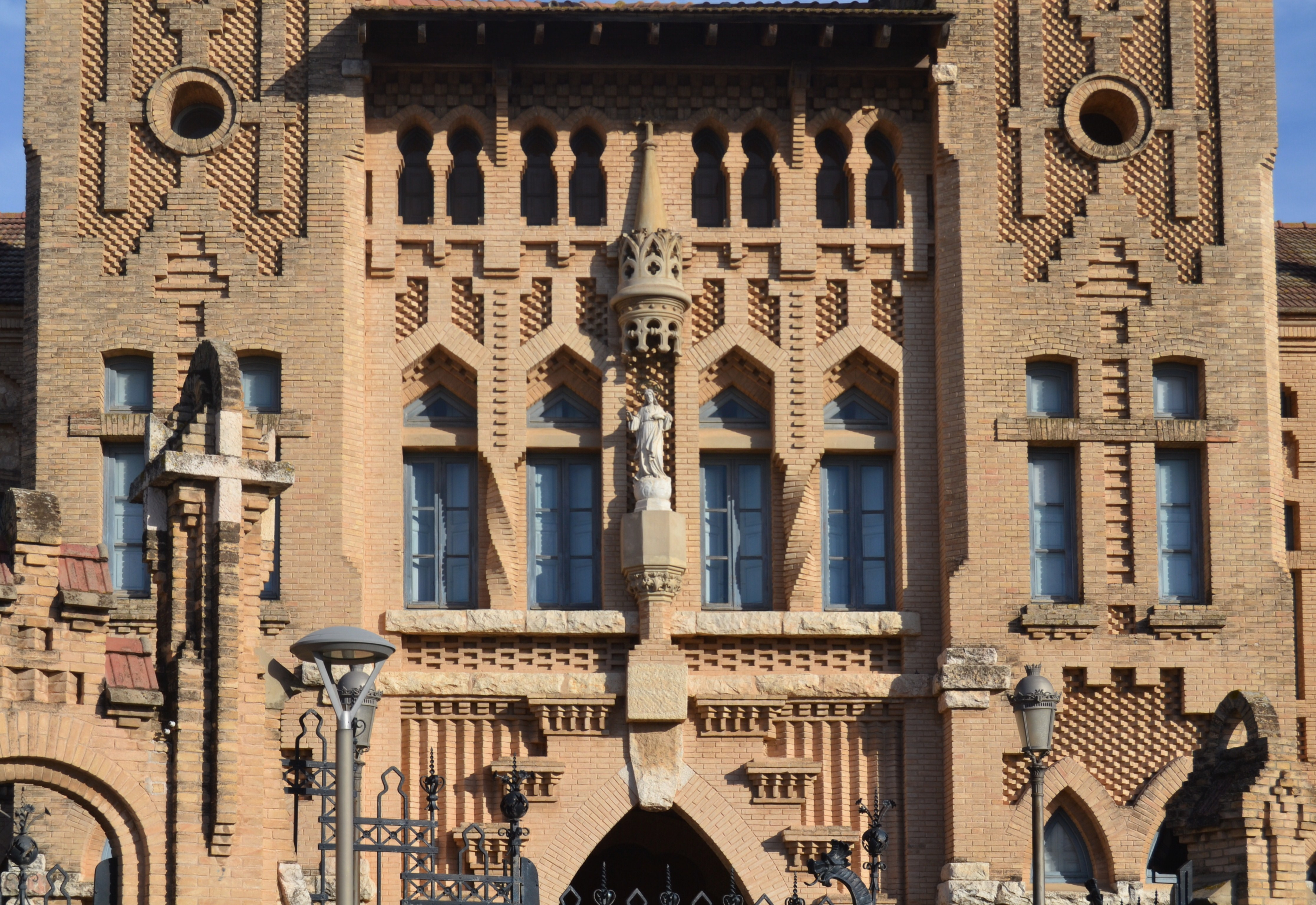
Ventanas del cuerpo central de la fachada.
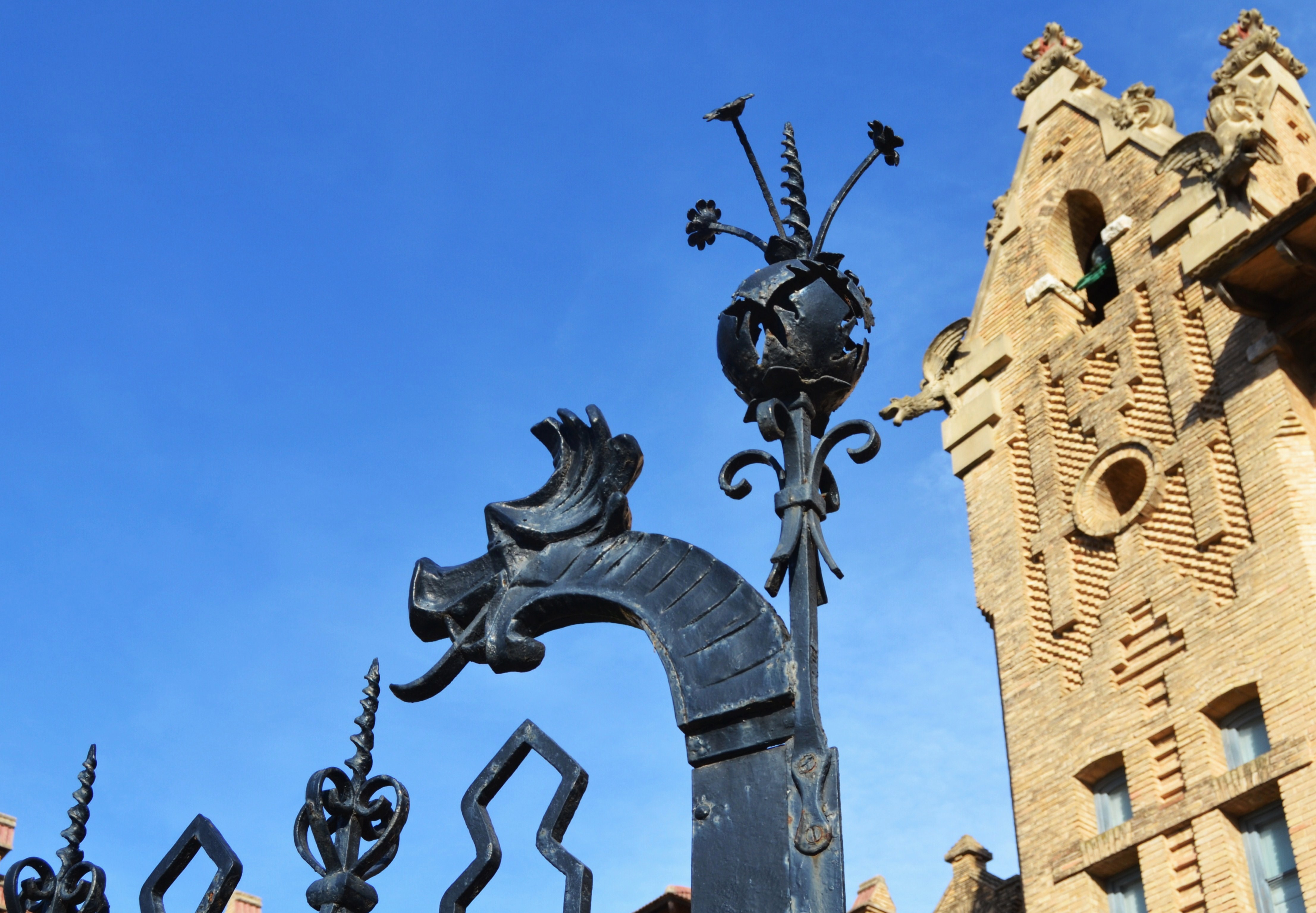
Detalle de las verjas.
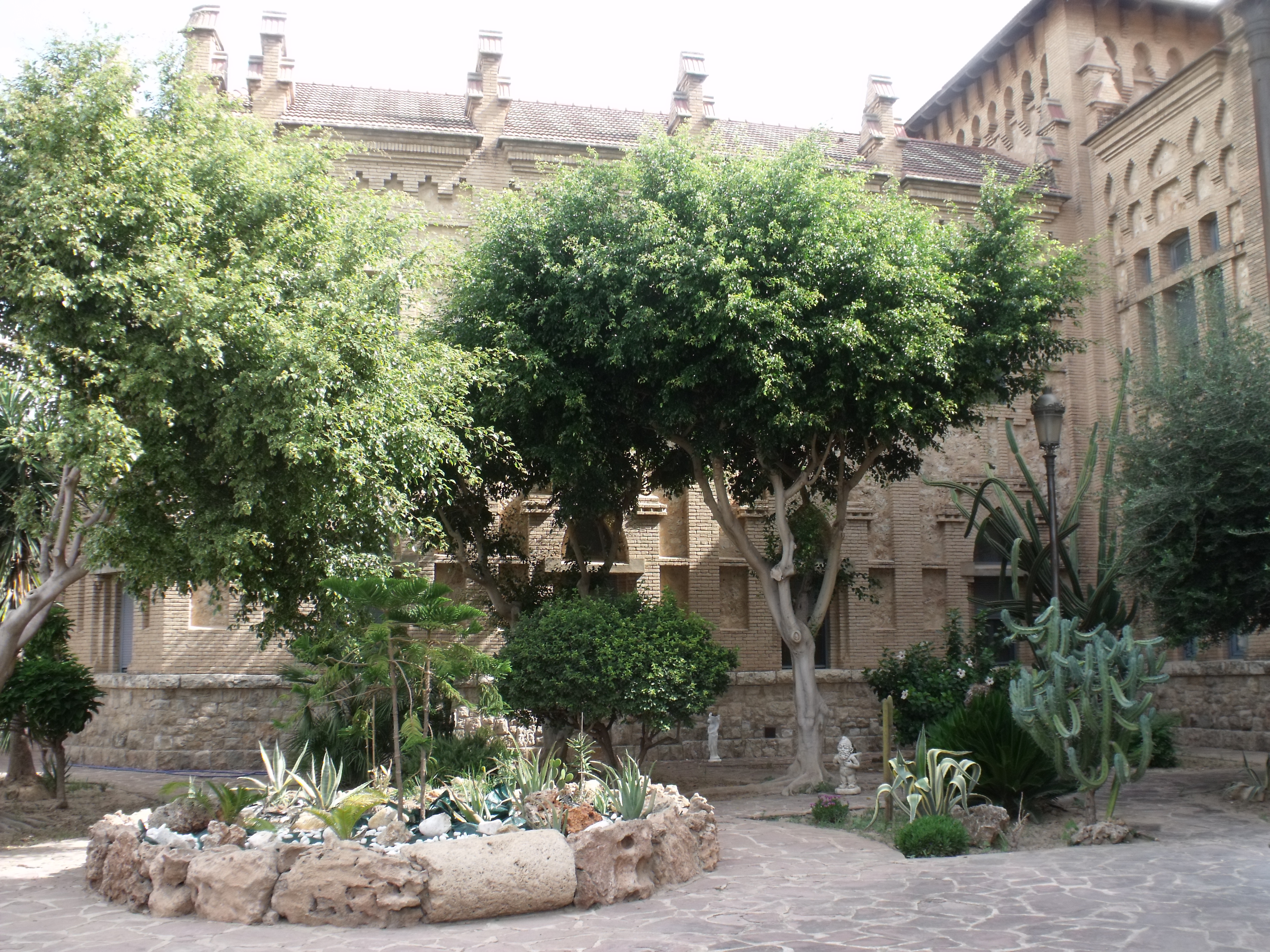
El conjunto presenta numerosos patios ajardinados.
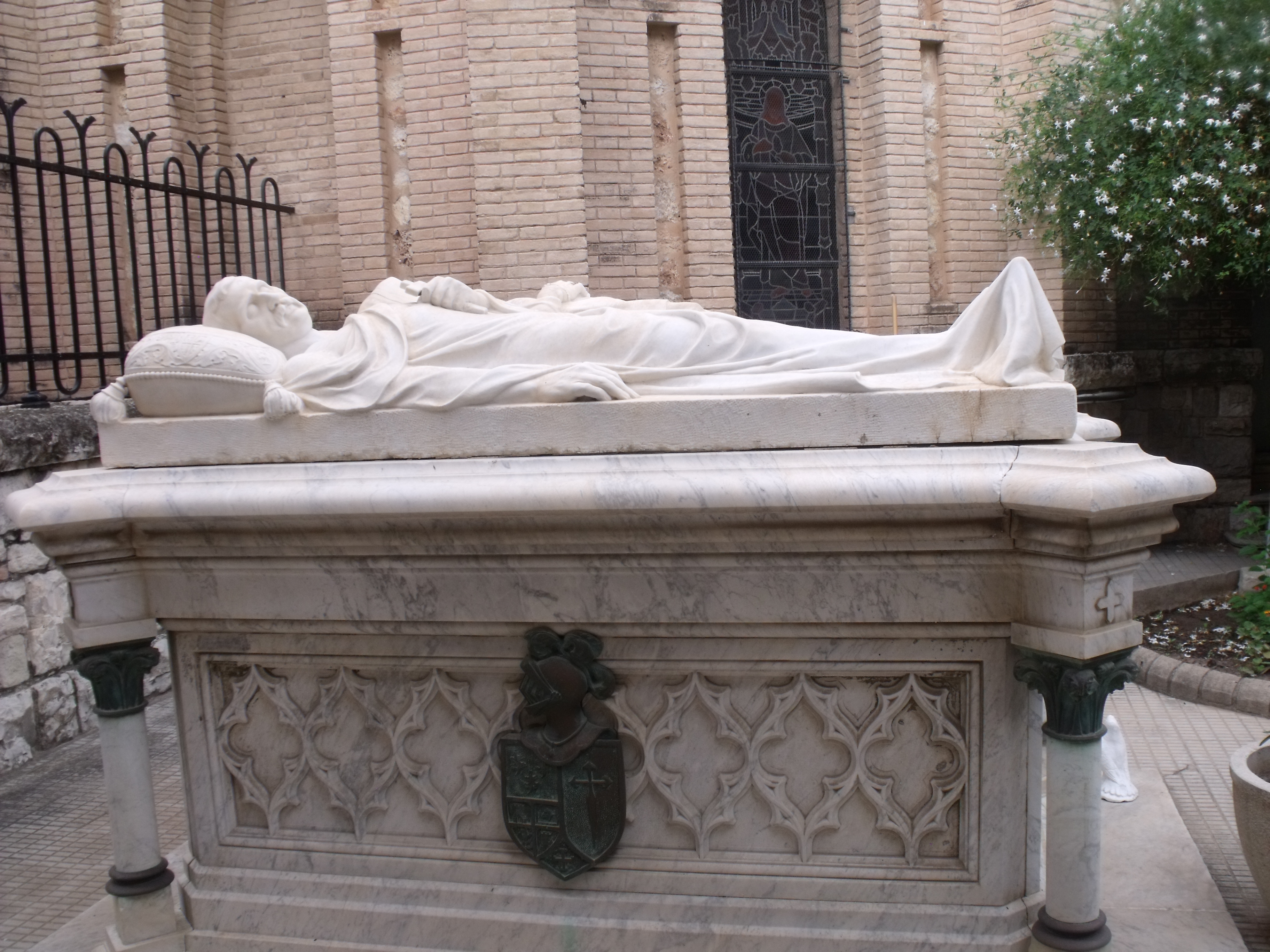
Panteón de los benefactores.
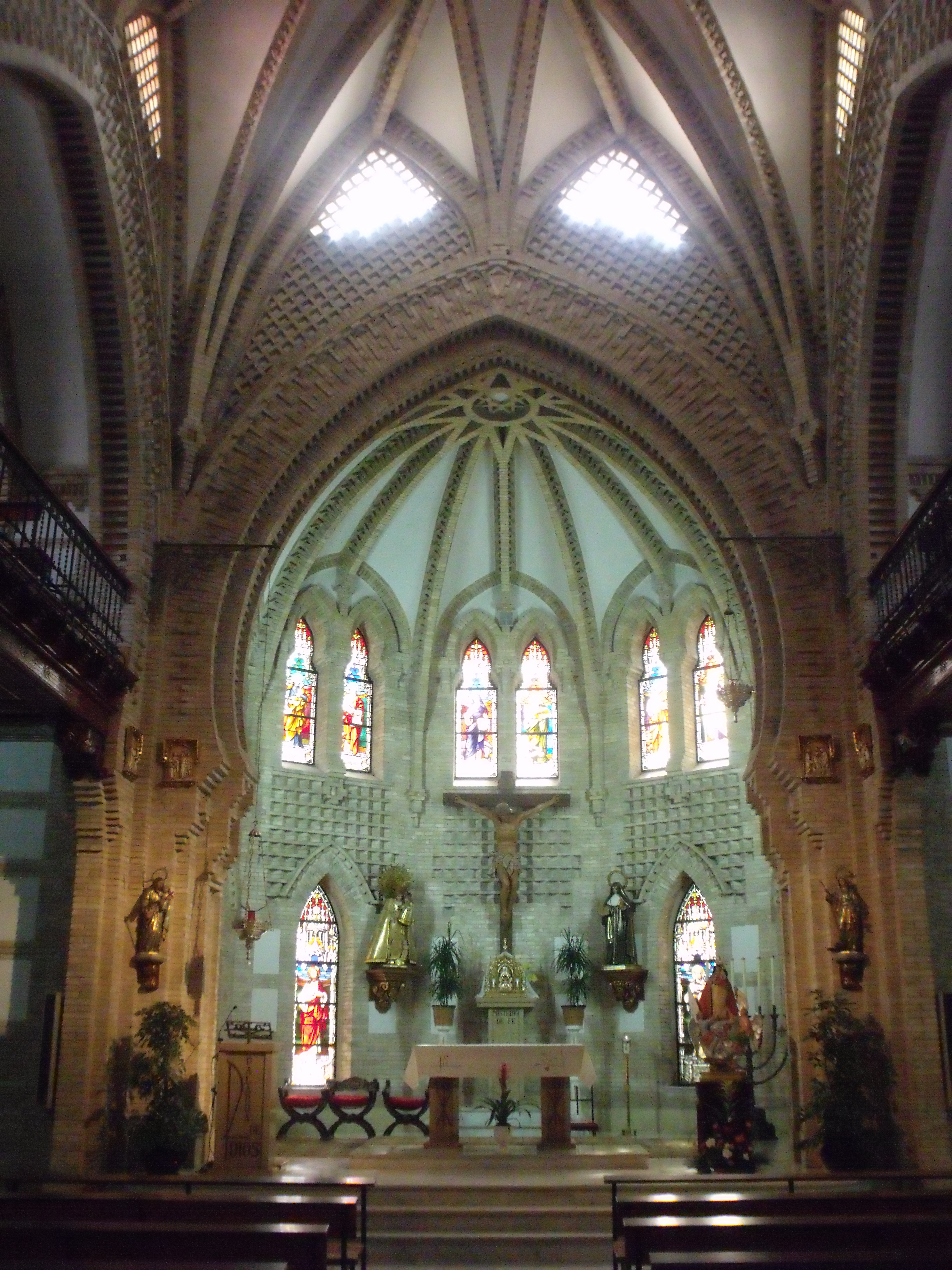
Iglesia
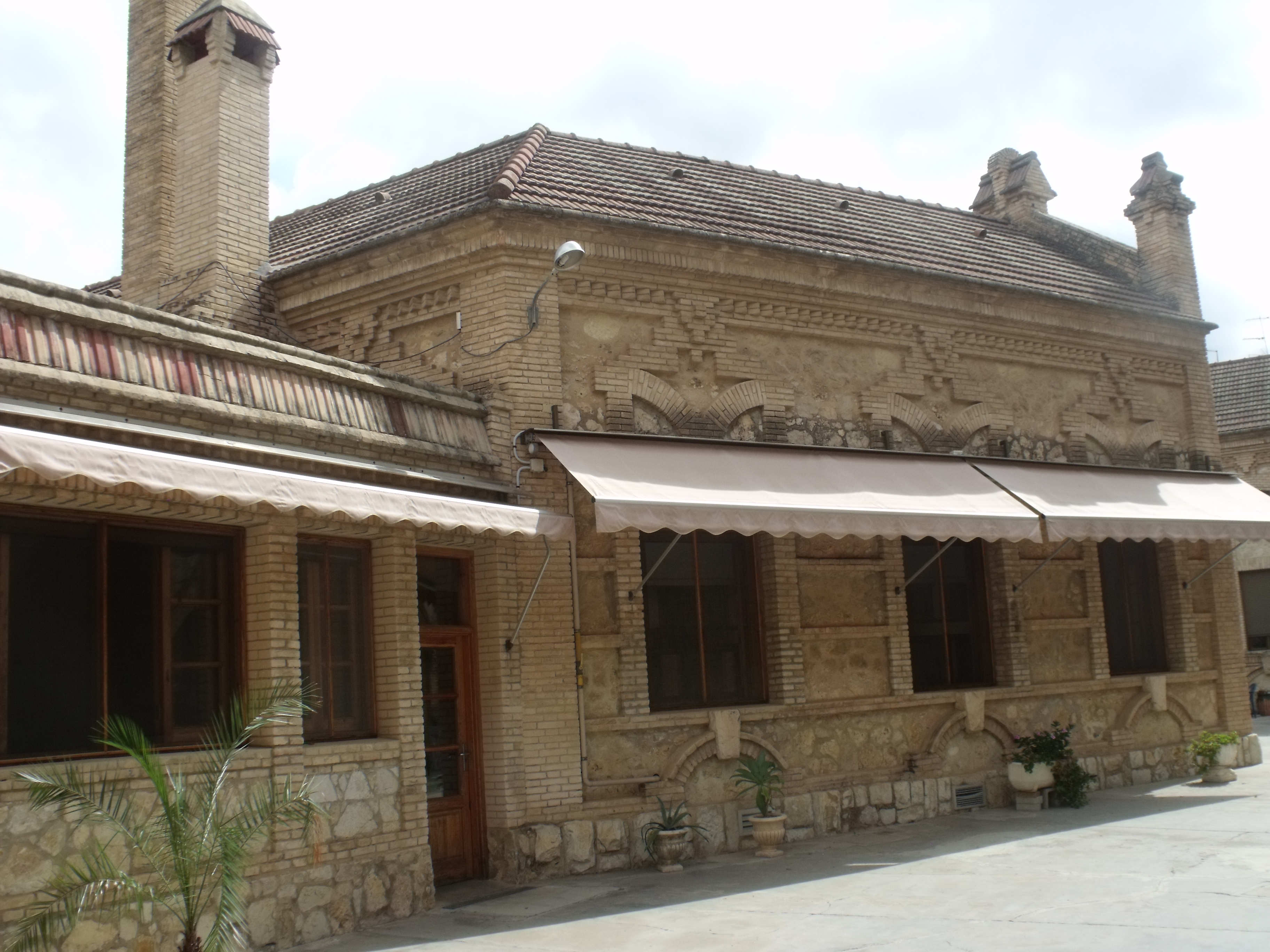
Edificio de cocinas. Los servicios auxiliares se encuentran en el eje central y en la parte posterior del conjunto.
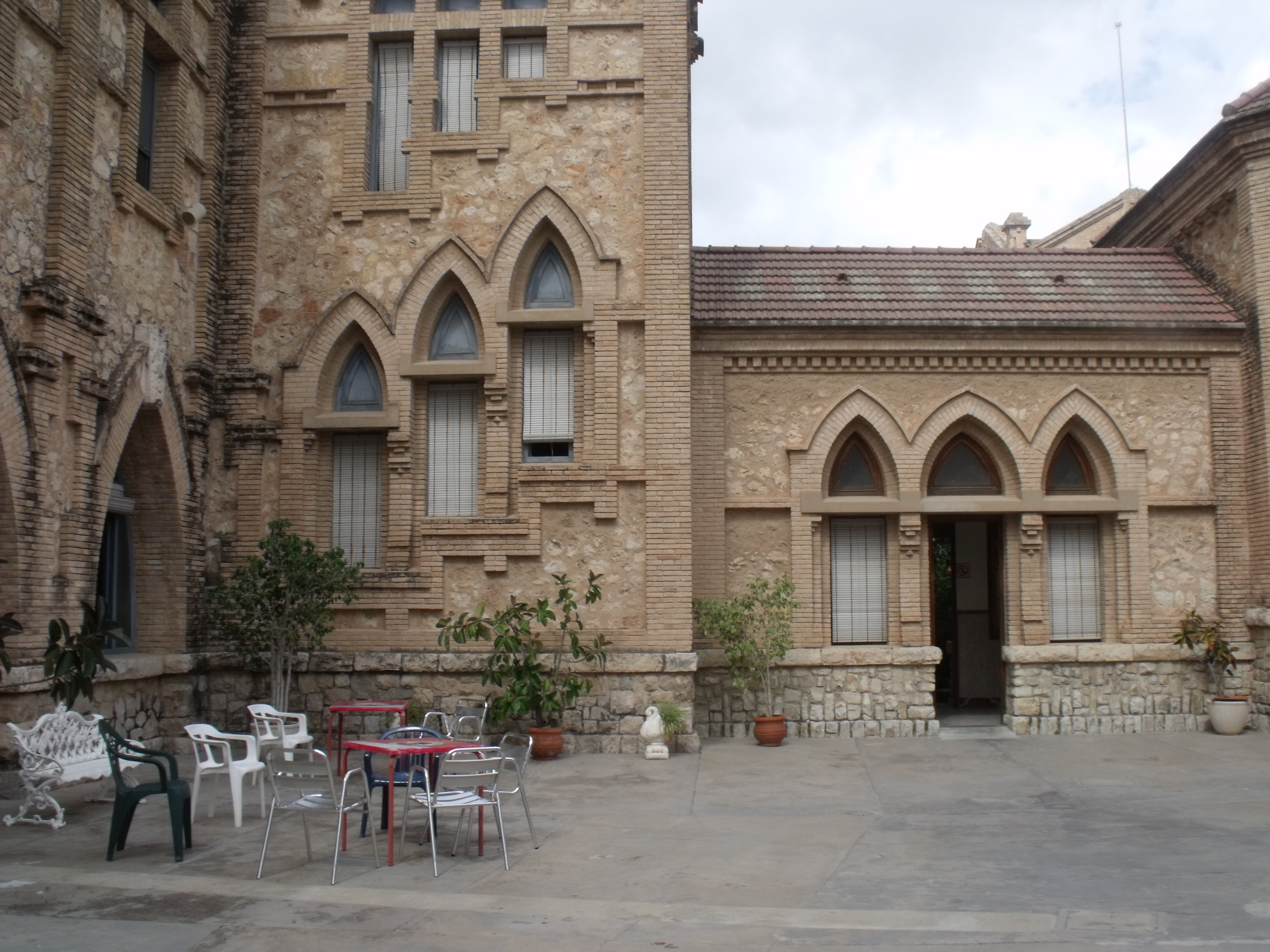
Como es frecuente en la obra de Buenaventura Ferrando, las escaleras se manifiestan en la distribución de las ventanas.
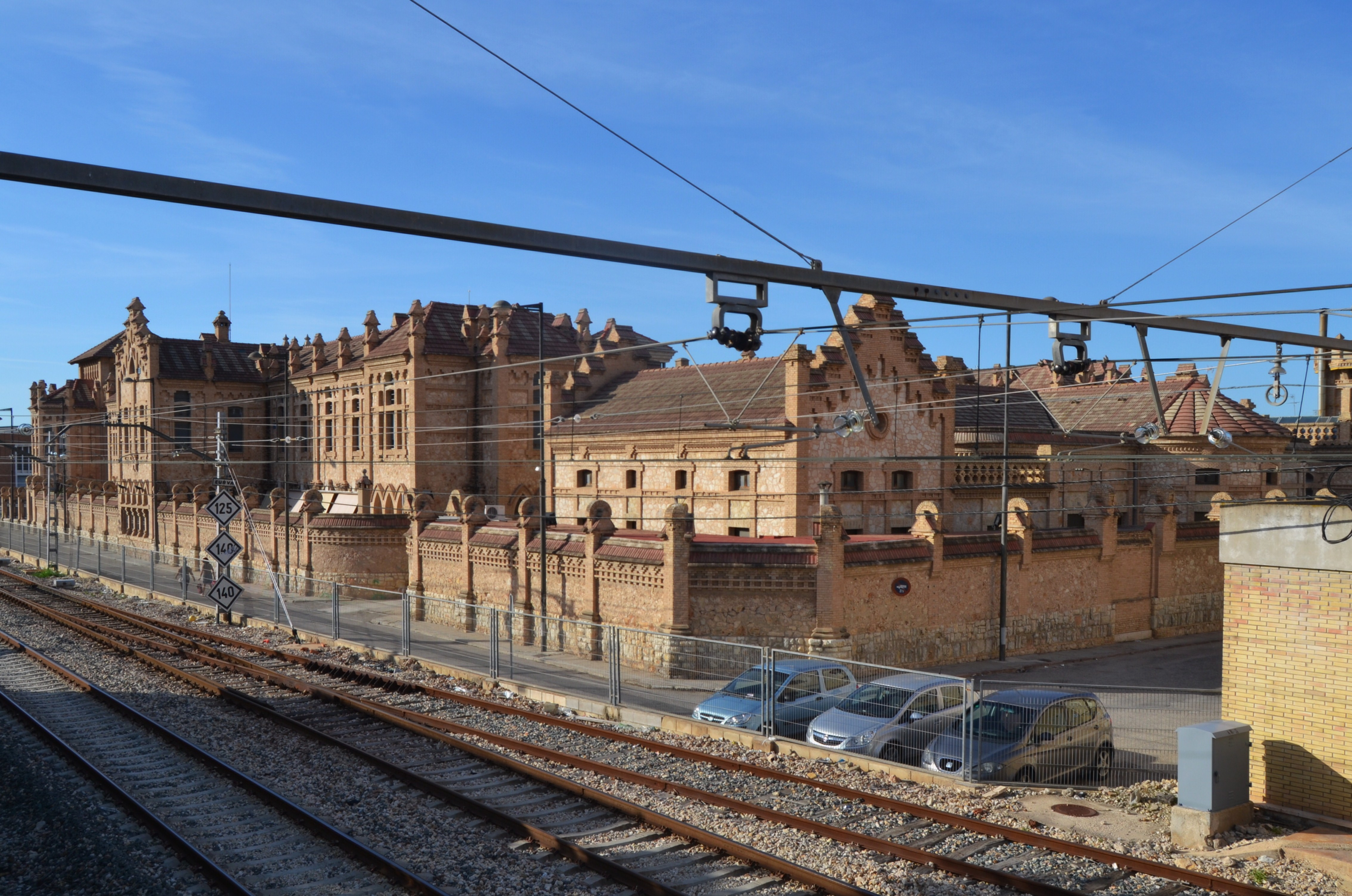
El edificio como se ve desde la estación de ferrocarril.
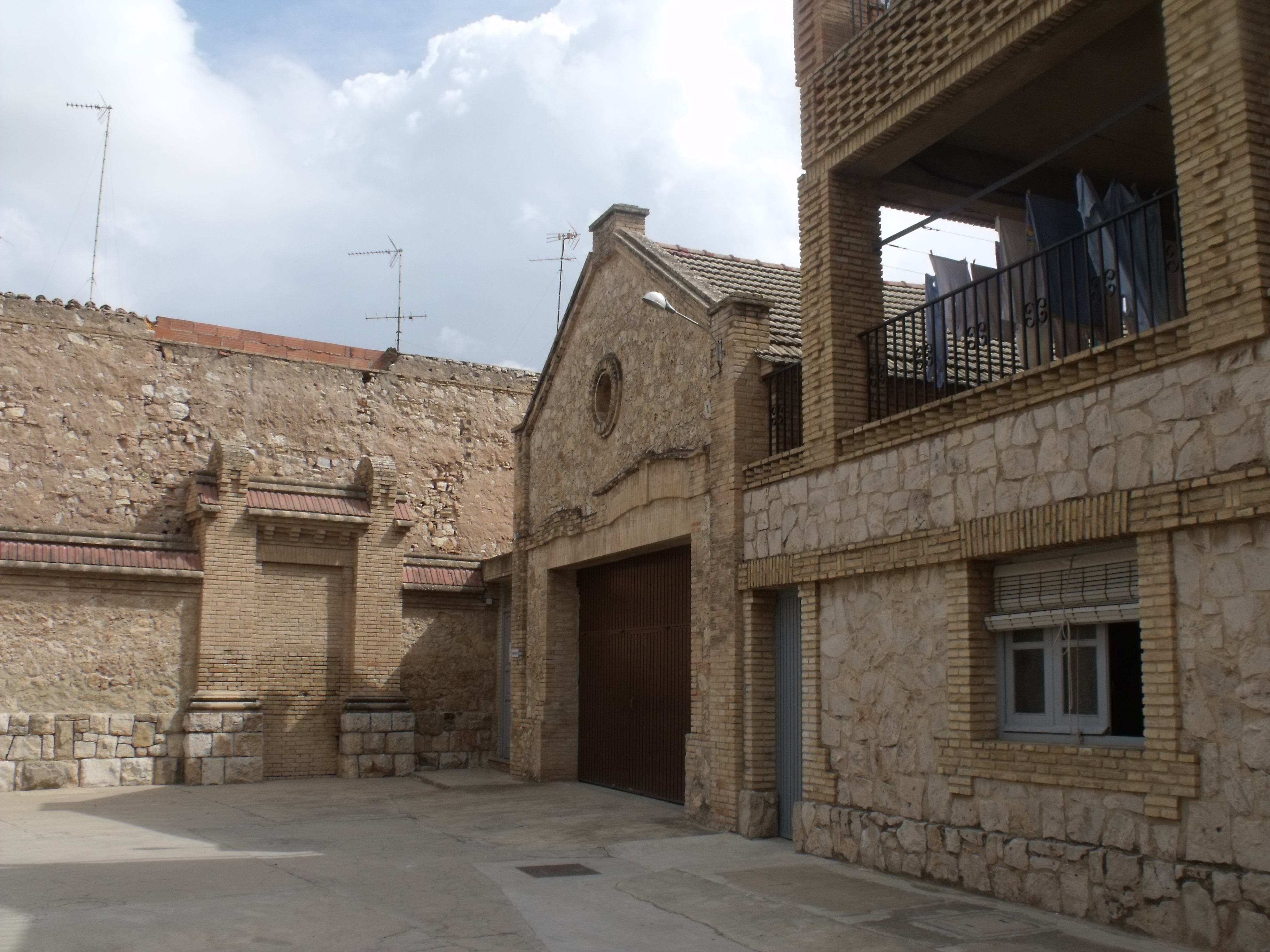
Cochera y otros edificios auxiliares.
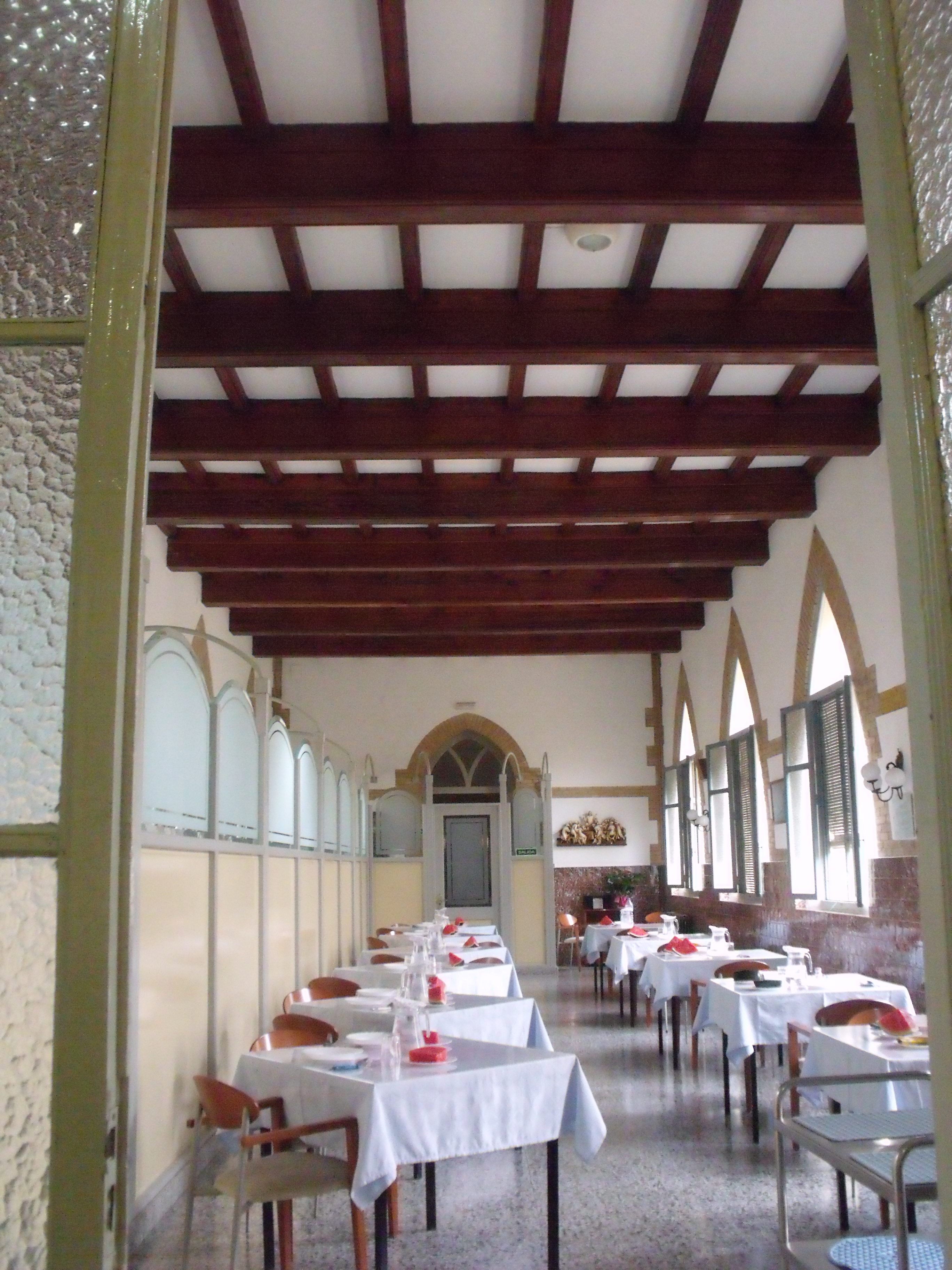
Uno de los dos comedores principales.
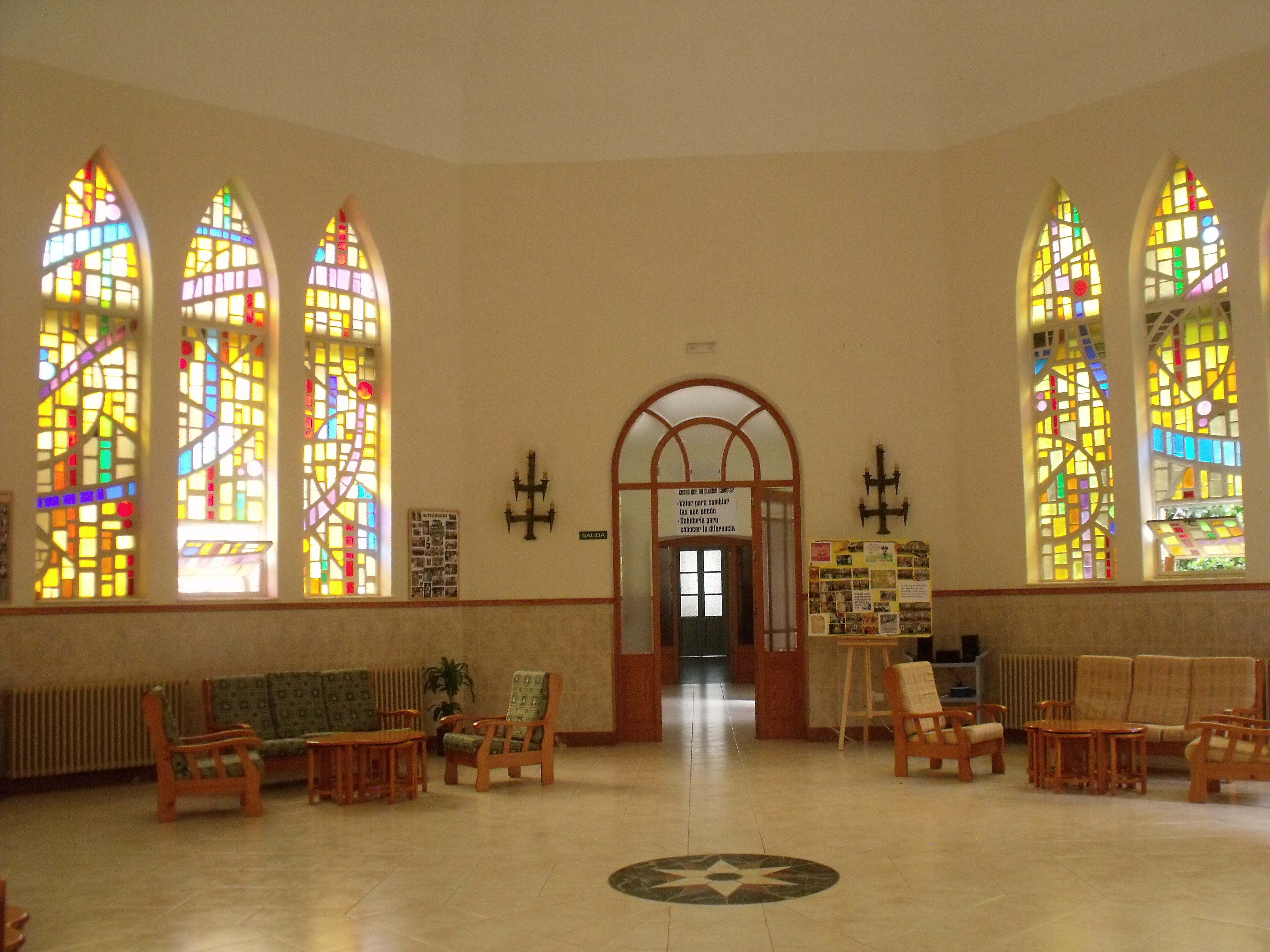
Saló Redó (Sala Redonda), octogonal, que ocupa el centro del conjunto.